# Universität Okayama

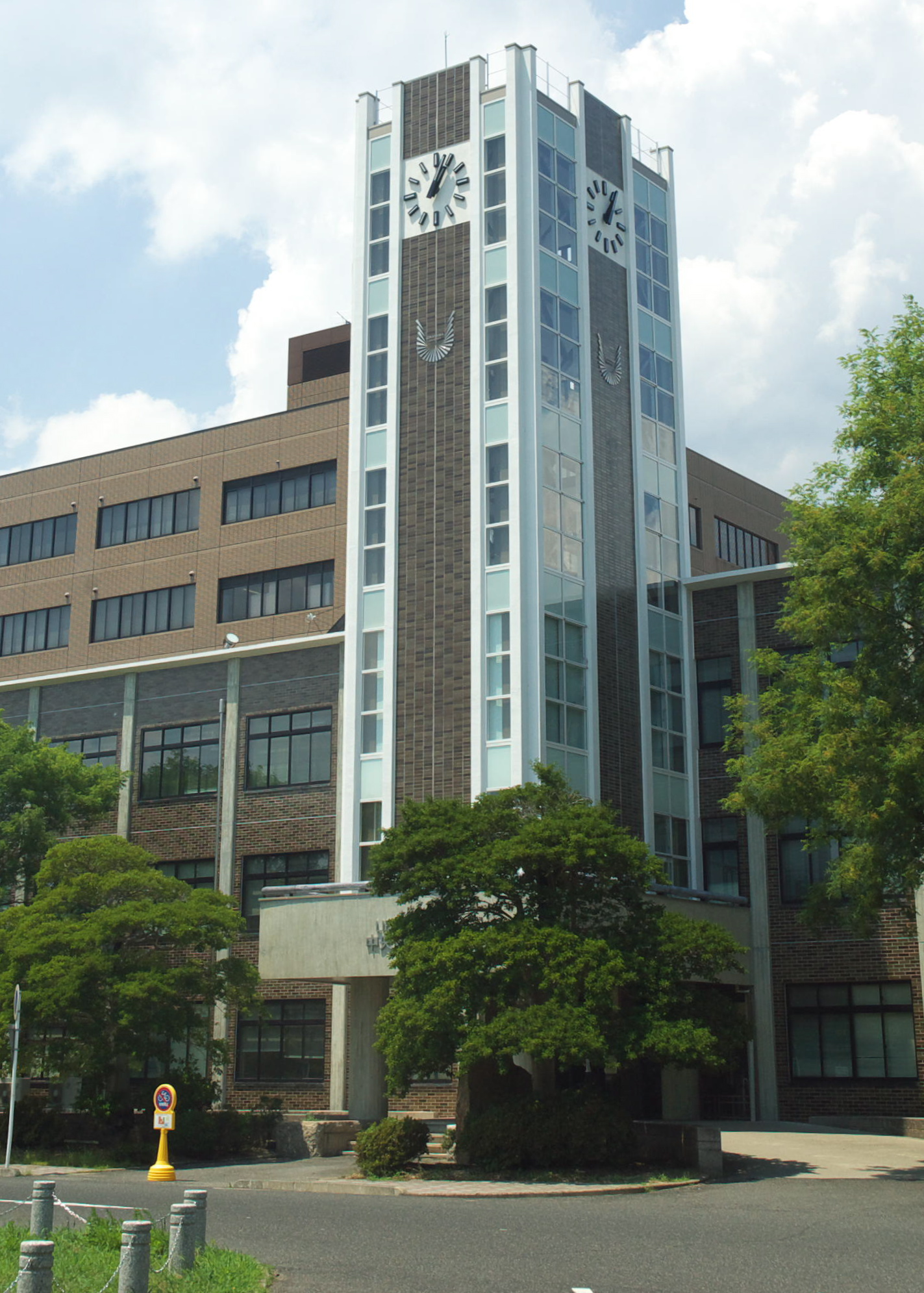
Tsushima-Campus

Die Universität Okayama (jap. 岡山大学, Okayama daigaku; engl. Okayama University) ist eine staatliche Universität in Japan. Der Hauptcampus liegt in Tsushima-Naka, Kita-ku, Okayama in der Präfektur Okayama.

## Geschichte
Der Ursprung der Universität war die medizinische Schule (医学館, Igakkan), die vom Okayama-Han 1870 gegründet wurde. 1880 wurde sie zur Präfekturalen Medizinischen Schule Okayama. 1888 wurde sie die Medizinische Fakultät der staatlichen Dritten Höheren Mittelschule (第三高等中学校医学部, Dai-san kōtō chūgakkō igakubu). 1901 entwickelte sie sich zur Medizinischen Fachschule Okayama (岡山医学専門学校), 1922 dann zur Medizinischen Hochschule Okayama (岡山医科大学, Okayama ika daigaku).
Die Universität Okayama wurde 1949 durch den Zusammenschluss der fünf Schulen in Okayama gegründet. Die fünf waren: die Medizinische Hochschule Okayama, die Sechste Oberschule (第六高等学校, Dai-roku kōtō gakkō, gegründet 1900), die Normalschule Okayama (岡山師範学校, Okayama shihan gakkō, gegründet 1874), die Jugend-Normalschule Okayama (岡山青年師範学校, Okayama seinen shihan gakkō, gegründet 1922) und die Landwirtschaftsfachschule Okayama (岡山農業専門学校, Okayama nōgyō semmon gakkō, gegründet 1946).
Der neue Campus Tsushima war eine ehemalige Militärbasis der Kaiserlich Japanischen Armee. Die Basis wurde von der Armee des British Commonwealth of Nations bis 1947 okkupiert. Nach dem Abgang der Armee wohnten die Lernenden der Sechsten Oberschule in der Kasernen, denn die Schule verlor die Schulgebäude im Pazifikkrieg. Schließlich erhielt die Oberschule die ehemalige Basis als Campus.

## Fakultäten
- Tsushima-Campus (34° 41′ 19,6″ N, 133° 55′ 10,6″ OKoordinaten: 34° 41′ 19,6″ N, 133° 55′ 10,6″ O):
  - Fakultät für Geisteswissenschaften
  - Fakultät für Erziehungswissenschaft
  - Fakultät für Rechtswissenschaft
  - Fakultät für Wirtschaftswissenschaften
  - Fakultät für Naturwissenschaften
  - Fakultät für Pharmazie
  - Fakultät für Ingenieurwissenschaft
  - Fakultät für Umweltwissenschaften (engl. Faculty of Environmental Science and Technology)
  - Fakultät für Agrarwissenschaft
- Shikata-Campus (34° 39′ 2,5″ N, 133° 55′ 11,9″ O):
  - Fakultät für Medizin
  - Fakultät für Zahnheilkunde